# マイケル・コリンズ (ニュージーランドのラグビー選手)
マイケル・コリンズ（Michael Collins, 1993年6月3日 - ）は、ジャパンラグビーリーグワン東芝ブレイブルーパス東京に所属するラグビー選手。

## プロフィール
- ニュージーランド・ クイーンズタウン出身。
- ポジションはセンター(CTB)。
- 身長 186 cm、体重 99 kg
- U20ニュージーランド代表に選ばれたことがある。

## 略歴
オタゴボーイズ高校、オタゴ大学、オタゴ、スカーレッツ、ブルーズを経て、2020年、ハイランダーズに加入。
2021年、オスプリーズに加入。
2023年、東芝ブレイブルーパス東京に加入。日本国内では2024年1月14日、ジャパンラグビーリーグワン2023-24シーズン第5節三重ホンダヒート戦（秩父宮ラグビー場）にて後半16分リザーブから初出場を記録した。